# Prawo Parkinsona
Prawo Parkinsona − teza autorstwa Cyrila Northcote’a Parkinsona przedstawiająca zasadę intensywnego wzrostu liczby urzędników zatrudnionych w administracji publicznej, niezależnie od tego, jaka praca jest do wykonania i jak wiele zadań ma być zrealizowanych w określonym czasie.
Prawo to odnosi się do organizacji formalnych typu biurokratycznego. Oznacza ono, że jeżeli pracownik ma określony czas na wykonanie danego zadania, zadanie to zostanie wykonane w możliwie najpóźniejszym terminie. W praktyce implikuje to żywiołowy wzrost liczby urzędników, niezwiązany z ilością i rodzajem pracy do wykonania. 
Oryginalne stwierdzenie prawa Parkinsona:

Praca rozszerza się tak, aby wypełnić czas dostępny na jej ukończenie.

Parkinson przedstawił swoją tezę w postaci „prawa”, która pojawiła się w brytyjskim tygodniku „The Economist” w 1955 roku, żartobliwie szydząc z biurokracji oraz pokazując przyczyny i skutki jej rozrostu. W późniejszym czasie Parkinson rozwinął tę ideę pisząc książkę Parkinson: The Law Complete.